# Now I'll Tell One

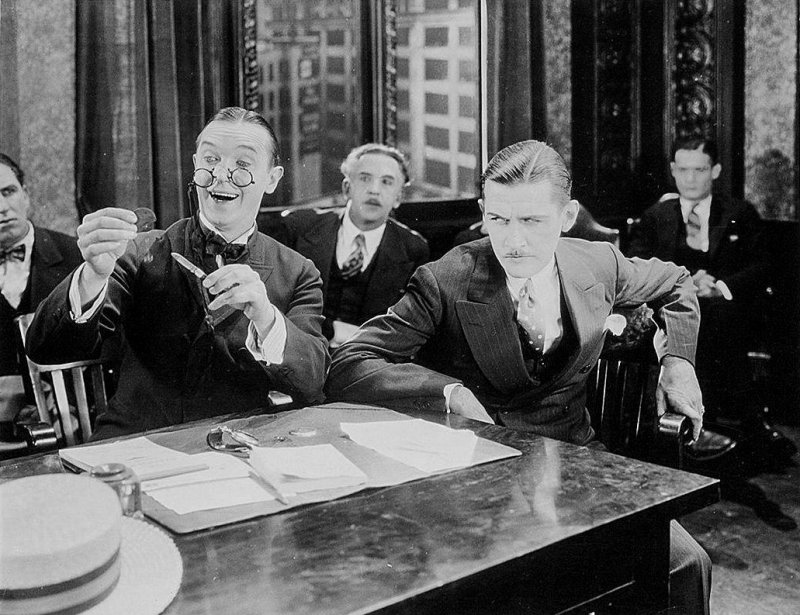
Now I'll Tell One

Now I'll Tell One é um filme mudo do gênero comédia produzido nos Estados Unidos, dirigido por James Parrott e lançado em 1927.